# Manuel María del Valle y Cárdenas
Manuel María del Valle y Cárdenas (Granada, 13 de julio de 1840 - Madrid, 8 de mayo de 1914) fue un historiador español.

## Biografía
Cursó Derecho y Filosofía y Letras en la Universidad Central de Madrid y en 1862 fue nombrado profesor auxiliar en la misma universidad. En 1874 alcanzó la cátedra de Geografía histórica, para pasar posteriormente a impartir clase de Historia universal hasta que en 1919 obtuvo la cátedra de Sociología.
Fue socio fundador de la Real Sociedad Geográfica, colaboró en su boletín y fue secretario de la sección de literatura del Ateneo de Madrid. Fue elegido diputado a Cortes por el Partido Liberal Fusionista por el distrito electoral de Villarcayo (provincia de Burgos) en las elecciones de 1881 y 1886; después fue senador por la circunscripción electoral de Lérida en las legislaturas  1894-1895, 1898-1899 (donde fue consejero de Instrucción Pública), 1901 y 1902. Al fallecer legó una importante colección de libros a la Universidad de Madrid. En 1895 fue elegido académico de número de la Real Academia de la Historia, pero no pudo ocupar la plaza debido a problemas de salud, razón por la que fue declarada vacante en 1913. También fue académico de la Real de Jurisprudencia.

## Obras
- Estudios científicos y literarios (1914).